# Labeo sanagaensis
Labeo sanagaensis és una espècie de peix de la família dels ciprínids i de l'ordre dels cipriniformes endèmic del nord-oest del Camerun. Els mascles poden assolir els 12,6 cm de longitud total.